# Mushoku Tensei
Реінкарнація безробітного: В інший світ на повному серйозі (яп. 無職転生 〜異世界行ったら本気だす〜, Mushoku Tensei: Isekai Ittara Honki Dasu, англ. Mushoku Tensei: Jobless Reincarnation, Jobless Reincarnation: Giving His Best When Transferred to Another World) — серія японських ранобе Ріфуджіна на Магоноте, проілюстрована Шіротакою. Серіал розповідає про безробітного та безнадійного чоловіка, який помирає після сумного та замкнутого життя та перероджується у фантастичному світі, зберігаючи спогади, сповнений рішучості насолоджуватися новим життям без жалю під ім'ям Рудеус Ґрейрат.
Спочатку серія публікувалася на сайті вебновел Shōsetsuka ni Narō у листопаді 2012 року, проте роком пізніше було оголошено, що серія отримає друкований випуск під імпринтом Media Factory MF Books з ілюстраціями, зробленими користувачем Pixiv на ім'я Шіротака. Адаптація манґи від Юки Фуджікави почала серіалізацію в випуску Monthly Comic Flapper за червень 2014 року. Компанія Seven Seas Entertainment отримала ліцензію на локалізацію томів манґи танкобон для Північної Америки. Компанія також ліцензувала оригінальні ранобе. Адаптація телевізійного аніме-серіалу виробництва Studio Bind транслювалася з січня по грудень 2021 року. Прем'єра другого сезону відбулася в липні 2023 року.
Реінкарнація безробітного стала успішною, оскільки її ранобе, опубліковане за рейтингом Syosetu, кумулятивно з'являлося як найпопулярніший твір на вебсайті, а пізніше розширилося до франшизи, яка почалася у 2014 році. Станом на лютий 2022 року в обігу перебуває понад 10 мільйонів копій франшизи.

## Сюжет
34-річного японця NEET, ім'я якого не називається, виселяють із дому після смерті батьків і пропуску похорону. Після деякого самоаналізу він дійшов висновку, що його життя в кінцевому підсумку було безглуздим, але все ж кидається під вантажівку, що мчить до групи підлітків у спробі зробити щось значуще хоч раз у своєму житті, і йому вдається врятувати одного з них від небезпеки перед смертю. Прокинувшись у тілі немовляти, він усвідомлює, що перевтілився у світ меча та чарів, і вирішує досягти успіху у своєму новому житті, відкидаючи свою минулу особистість заради нового життя як Рудеус Ґрейрат. Завдяки успадкованій спорідненості та ранньому навчанню Рудеус стає висококваліфікованим у магії. У дитинстві він стає учнем чарівниці-демона Роксі Міґурдії, другом напівлюдини Сільфії та вчителем магії шляхетної спадкоємиці Еріс Бореас Ґрейрат.
Коли Рудеус нарешті відчуває, що знайшов своє місце у світі, велика магічна катастрофа знищує його націю, телепортуючи та закидаючи сотні тисяч людей далеко від дому, деяких у небезпечні місця чи ситуації, що призводить до їх смерті через вбивства, війни, страти, атаки монстрів або вплив стихії. Застрягши практично на іншому кінці світу в чужій країні, Рудеус вирішує провести Еріду додому за допомогою сильного воїна на ім'я Рюйжерд Супердія, з яким подружився. Під час подорожі довжиною в тисячі миль з Рудеусом зв'язується таємнича істота, Людина-Бог, яка дає йому сумнівні поради щодо невідомої мети. Після трьох років боротьби, в тому числі зазнавши поразки від могутнього воїна світового класу на ім'я Орстед, Рудеус успішно супроводжує Еріду додому до залишків своєї зруйнованої батьківщини. На жаль, політичні події та особисте непорозуміння з Ерідою призвели до розбитого серця Рудеуса.
Через два роки інцидент з Ерідою зробив Рудеуса імпотентом, тож він вступає до Магічного університету Роноа за порадою Людини-Бога. Він возз'єднується з Сільфією, яка лікує його імпотенцію, і незабаром після цього вони одружуються. Рудеус знову приєднується до пошуків свого батька, щоб врятувати свою матір, ігноруючи пораду Людини-Бога, возз'єднуючись і розвиваючи романтичні стосунки з Роксі під час пригод і взявши її своєю другою дружиною. Потім його відвідує вмираюча майбутня версія самого себе, попереджаючи, що Людина-Бог спричинить смерть усіх, хто йому небайдужий. Щоб задобрити Людину-Бога, Рудеус намагається вбити Орстеда, одного з ворогів Людини-Бога. Однак Рудеус пропонує свою вірність Орстеду в обмін на захист його сім'ї. Незабаром після цього Рудеус бере Еріду як свою третю дружину після примирення через непорозуміння. Серіал продовжується епізодично низкою історій, заснованих на роботі Рудеуса з Орстедом, щоб забезпечити точну смерть Людини-Бога, а також на його повсякденному житті та зростанні сім'ї. Нарешті, після того, як широкомасштабна атака на життя Рудеуса провалилася, Людина-Бог відмовляється від своїх планів проти нього, вирішуючи замість цього планувати помсту проти нащадків Рудеуса. Зрештою, Рудеус спокійно проживає решту свого життя до природної смерті у віці 74 років.

## Виробництво
Ріфуджін на Маґоноте прокоментував, що створив Рудеуса, усвідомлюючи його суперечливу особистість. Він мав на увазі, що дії Рудеуса будуть більш значущими в процесі. Він без проблем критикував Рудеуса на ранній стадії, і залишив судити про нього глядачам. Маґоноте хотів, щоб глядачі звернули увагу на певну сторону його характеру і змогли відчути з них спорідненість. Раніше він сказав, що відчув великий відгук в епізодах 6-7 вебверсії ранобе, але це було саме тоді, коли Роксі пішла від Рудеуса. Завдяки їй Рудеус долає травму. Така історія справила на читача тепле враження і змусила його задуматися: «Гайда рости в цьому напрямку».
Після публікації перших частин своєї роботи Ріфуджін написав, що планує, щоб серія містила щонайменше сто розділів. Через критику щодо його роботи Ріфуджін розглядав передчасне завершення серії, але отримав натхнення продовжити, коли його робота досягла першого місця в щоденному рейтингу Syosetu. Спочатку сюжет, де Рудеус возз'єднується з Айшею, мав повністю відрізнятися від опублікованої роботи. Автор мав намір, щоб Лілія померла поза кадром, а Айша переховувалася під іншим іменем. Однак він вважав смерть Лілії антикульмінаційною і вирішив відмовитися від неї, тому йому довелося переписати арку історії, щоб зрозуміти її виживання та відсутність контакту. Ріфуджін заявив, що арка сюжету може бути дивною через зміни, але не висловлює жодного жалю у своєму рішенні. Він зазначив, що виживання Лілії змусило його переглянути стан Зеніта в історії.

## Медіа

### Веброман і ранобе
Ріфуджін на Маґоноте опублікував свою роботу на вебсайті онлайн-романів Shōsetsuka ni Narō (скорочено до Syosetu); перший розділ було завантажено 22 листопада 2012 року. У листопаді 2013 року автор оголосив, що його твір буде випущено як ранобе під видавництвом Media Factory MF Books. Попри це, автор заявив про свої наміри продовжувати публікувати розділи в інтернеті. Ілюстратором ранобе є користувач Pixiv під ніком Шіротака. Компанія Seven Seas Entertainment отримала ліцензію на публікацію ранобе у Північній Америці. Вони внесли зміни в локалізацію своїх перекладів ранобе, наприклад, пом'якшили збочену поведінку Рудеуса та прибрали згадки про зґвалтування. Пізніше вони вирішили «переглянути» свої рішення щодо локалізації.
Ріфуджін має намір створити продовження серії веброманів, заснованої на Шестисторонньому Всесвіті. 15 січня 2021 року автор заявив, що спочатку планує закінчити веброман Orc Eroica. Він також страждає від проблем зі здоров'ям і планує вилікуватися, перш ніж взятися за нову роботу.

### Манґа
У травневому номері Monthly Comic Flapper за травень 2014 року було оголошено, що прем'єра манґи «Реінкарнація безробітного» Юки Фуджікави відбудеться в червневому номері;. Хоча Юка є автором серії манґи, дизайн персонажів приписують СіроТаці. Media Works зібрала окремі розділи в томи танкобон, перший з яких вийшов у жовтні 2014 року. У січні 2015 року Seven Seas Entertainment оголосила про ліцензування серії манґи для локалізації в Північній Америці під назвою Mushoku Tensei: Jobless Reincarnation.
Друга серія манґи, проілюстрована Кадзусою Йонедою, під назвою Реінкарнація безробітного: Історія про пригоди в іншому світі - Арка пригніченого чарівника (яп. 無職転生 ～異世界行ったら本気だす～ 失意の魔術師編, Mushoku Tensei: Isekai Ittara Honki Dasu - Shitsui no Majutsushi-hen) почала серіалізацію на вебсайті NTT Solmare Comic Cmoa у грудні 20, 2021. Вона адаптує сьомий том ранобе.

#### Спінофи
Додаткова манґа, проілюстрована Шоко Івамі, під назвою Реінкарнація безробітного: Роксі посерйознішала (яп. 無職転生 ～ロキシーだって本気です～, Mushoku Tensei: Rokishī Datte Honki Desu, англ. Mushoku Tensei: Roxy Gets Serious), яка почала виходити на сайті Kadokawa Shoten ComicWalker 21 грудня 2017. Станом на 23 січня 2023 року було опубліковано одинадцять томів танкобон. Seven Seas Entertainment ліцензувала манґу у вересні 2019 року для друкованого та цифрового випуску.
Друга додаткова манґа, проілюстрована Каеде Ноґіва, під назвою Реінкарнація безробітного: Я добре старатимуся, навіть якщо є лише 4 кадри (яп. 無職転生 ～4コマになっても本気だす～, Mushoku Tensei: 4-koma ni Natte mo Honki Dasu) була серіалізована в ASCII Media Works Comic Dengeki Daioh «g» з 25 жовтня 2018 року по 27 серпня 2020 року. Три томи танкобон були опубліковані з 26 жовтня 2019 року до 26 грудня 2020 року.
Третя допоміжна манґа, проілюстрована Таке Хіґаке, під назвою Реінкарнація безробітного: Серйозна Еріс виточує ікла (яп. 無職転生～エリスは本気で牙を砥ぐ～, Mushoku Tensei: Eris wa Honki de Kiba o Togu, англ. Jobless Reincarnation: Eris Gets Serious About Sharpening Her Fangs), була випущена в онлайн-сервісі Square Enix Gangan Online з 15 березня по 11 жовтня 2022 року. Вона була зібрана в єдиний том танкобон, опублікований 25 листопада того ж року.

### Аніме
15 березня 2019 року офіційний вебсайт MF Books оголосив, що буде створено аніме-адаптацію «Реінкарнації безробітного». Пізніше 18 жовтня 2019 року було оголошено, що аніме стане телевізійним серіалом, режисером якого є Манабу Окамото, а анімацією займається Studio Bind, Кадзутака Суґіяма розробляє персонажів, а Йошіакі Фуджісава пише музику. Studio Bind відповідатиме за виробництво. Спочатку прем'єра серіалу була запланована на 2020 рік, але її відклали до січня 2021 року. Перша половина транслювалася з 11 січня по 22 березня 2021 року на Tokyo MX, KBS, BS11 і SUN .
Після завершення першої половини сезону 22 березня 2021 року було оголошено другу половину. Спочатку прем'єра другої половини мала відбутися в липні 2021 року, але була відкладена на жовтень 2021 року. Друга половина виходила в ефір з 4 жовтня по 20 грудня 2021 року. Toho випустив обидві частини першого сезону на Blu-ray у 4 томах, перший том вийшов 21 квітня 2021 року. Четвертий том Blu-ray аніме був випущений 16 березня 2022 року та містив невипущений епізод.
Перша вступна пісня — Пісня мандрівника (яп. 旅人の唄, Tabibito no Uta, англ. The Traveler's Song). Друга вступна пісня — Пісня пробудження (яп. 目覚めの唄, Mezame no Uta, англ. The Awakening Song). Третя вступна тема — Пісня спадку (яп. 継承の唄, Keishō no Uta, англ. The Inheritance Song). Четверта вступна пісня — Пісня гравця (яп. 祈りの唄, Inori no Uta, англ. The Prayer Song). П'ята вступна тема — Далека колискова (яп. 遠くの子守の唄, Tōku no Komori no Uta, англ. A Distant Child Guard Song). Перша кінцева тематична пісня — Лише (яп. オンリー, Onrī, англ. Only). Друга кінцева тема — Шлях із вітром (яп. 風と行く道, Kaze to Iku Michi, англ. The Way to Go With the Wind). Усі опенінги та ендінги виконала Юїко Охара.
Funimation ліцензувала серіал і транслювала його на своєму вебсайті в Північній Америці, Мексиці, Бразилії та на Британських островах, у деяких частинах Європи, Центральної Азії та Північної Африки через Wakanim, а також в Австралії та Новій Зеландії через AnimeLab. Серіал також транслювався на Hulu в США. 13 лютого 2021 року компанія Funimation оголосила, що серіал отримає англійський дубляж, а прем'єра першого епізоду відбудеться наступного дня. Після того, як Sony придбала Crunchyroll, серію було перенесено на Crunchyroll. Crunchyroll випустив перші 11 епізодів на DVD та Blu-ray у Північній Америці 5 грудня 2022 року. Muse Communication ліцензувала серіал у Південно-Східній та Південній Азії та транслювала його на своєму YouTube-каналі Muse Asia та його відповідних регіональних варіантах, а також на iQIYI, Bilibili та WeTV у Південно-Східній Азії, Netflix у Південній та Південно-Східній Азії, Catchplay в Індонезії та Сінгапурі, meWATCH в Сінгапурі та Sushiroll в Індонезії.
6 березня 2022 року було оголошено про початок розробки другого сезону. Його режисером є Хірокі Хірано, сценарієм керує Тошія Оно, а дизайном персонажів займається Санае Шімада. Прем'єра другого сезону відбулася 3 липня 2023 року. Піснею заставки є «Spiral» Лонґмана, а завершальною піснею є «Musubime» (яп. ムスビメ) від Юїко Охара.

### Відеоігри
Гра для смартфонів, розроблена Aiming Co., Ltd. під назвою Реінкарнація безробітного: Я добре старатимуся, навіть якщо це лише гра (яп. 無職転生 ～ゲームになっても本気だす～, Mushoku Tensei: Game ni Natte mo Honki Dasu, англ. Jobless Reincarnation - I'll Seriously Try Even If It's Made Into a Game) вийшла на Android та iOS 27 березня 2021 року. Гру закрили 31 серпня 2022 року.
Анонсовано рольову відеогру під назвою Реінкарнація безробітного: Квест пам'яті (англ. Mushoku Tensei: Jobless Reincarnation – Quest of Memories) для Microsoft Windows, Nintendo Switch і PlayStation 4. Він буде розроблений Lancarse і виданий Bushiroad Games.

### Аудіо драма
Адаптація аудіодрами під назвою Реінкарнація безробітного: В інший світ на повному серйозі - Я не знаю рішення (яп. 無職転生 ～異世界行ったら本気だす～ 転移迷宮編, Mushoku Tensei: Isekai Ittara Honki Dasu - Ten'i Meikyū-hen) була випущена Frontier Works 2 квітня 6, 2017.

## Оцінки та відгуки

### Веброман і ранобе
У Kono Light Novel ga Sugoi! 2017 року за Takarajimasha, Реінкарнація безробітного досягла четвертого місця в рейтингу. Вона посідає сьоме місце у виданні 2018 року, а у випуску 2019 року серія посідає восьме місце. У рейтингу Syosetu цей веброман кумулятивно з'явився як найпопулярніший твір на вебсайті. Ранобе з'явилися в чартах Oricon, а також потрапили в рейтинги популярності романів T-site. До серпня 2021 року тираж ранобе досяг 8,5 мільйонів примірників. Станом на лютий 2022 року серія ранобе мала тираж понад 10 мільйонів примірників.
Однак головного героя Рудеуса критикували за відверті збочення. Real Sound був стурбований тим, як оповідь зображує попереднє життя Рудеуса, оскільки вона, здається, зосереджена на учнях-відлюдниках та проблемах, які вони мали в школі, порівнюючи це зі знаменитим ісекаєм Re: Zero. Та все ж було відзначено, що прагнення Рудеуса подолати свої недоліки в новому житті перетворило його на більш симпатичного головного героя. Автор Re: Zero Таппей Нагацукі сказав, що однією з найсильніших сторін Реінкарнаці] безробітного було поводження з Рудеусом, який страждає так само, як головний герой візуального роману Clannad.

### Аніме
Екранізація аніме отримала позитивні відгуки що від критиків, то й від глядачів, визнавши його одним із найкращих аніме 2021 року. IGN дав позитивну рецензію, написавши: «У той час, коли вийшли вже всі типи ісекаїв, Реінкарнація безробітного використовує радісний і щирий підхід до цього жанру».
На Anime Trending Awards серіал отримав загалом 18 номінацій, серед яких 7 перемог. Він вигравав у трьох номінації, включно з категорією «Найкраще фентезі», двічі протягом двох років поспіль на Crunchyroll Anime Awards.

## Конфлікти

### Післяоповідання Айші Ґрейрат
Одне з оповідань зі збірки «Надмірність» під назвою «Момент, коли Айша Грейрат перестала бути служницею» викликала багато суперечок серед японських читачів. У відповідь автор спочатку планував внести деякі зміни, але вирішив, що це буде недостатньо добре, і після отримання сповіщення від керівництва Shōsetsuka ni Narō про порушення їхніх умов обслуговування 24 лютого 2016 року автор оголосив, що він вирішив узагалі відмовитися від цього оповідання та у майбутньому написати ремейк.

### Суперечка LexBurner
8 лютого 2021 року перед прем'єрою п'ятого епізоду адаптації аніме китайська потокова мережа Bilibili тимчасово призупинила трансляцію аніме через «технічний збій». За припущеннями шанувальників, це може бути пов'язано з діями популярного китайського інфлюенсера LexBurner, який образив серіал та його шанувальників, одним зі своїх зауважень сказавши, що це «для нижчих у соціальній ієрархії». Підбурювані його словами, його підписники пішли на вебсайт огляду ЗМІ Douban, щоб обвалити рейтинг серіалу до 1 з 10, хоча серіал одночасно мав рейтинг 9,2/10 на Bilibili. Це призвело до того, що LexBurner'а, який був одним із найкращих стримерів Bilibili, забанили на цьому сайті. Пізніше автор Ріфуджін на Магоноте прокоментував дії LexBurner: «Його слова — це лише його особиста думка, і він вільний дотримуватись будь-яких поглядів. Хоча я незадоволений тим, як він образив інших глядачів, аніме створюють не лише для успішних людей, тому я сподіваюся, що воно сподобається тим, кому це може подобається». Далі він прокоментував: «Якщо він такий в інтернеті, то інколи саме так воно і буває. Навіть у Японії є багато таких людей, як він, хоча вони можуть і не мати його впливу. Що стосується мене, замість того, щоб спілкуватися з ним, я вважаю, що важливіше ігнорувати його та розвивати свою спільноту. Дякую!»